# Orchestina striata
Orchestina striata là một loài nhện trong họ Oonopidae.
Loài này thuộc chi Orchestina. Orchestina striata được Eugène Simon miêu tả năm 1909.